# Boffa (prefektura)
Boffa – prefektura w zachodniej części Gwinei, w regionie Boké. Zajmuje powierzchnię 5050 km². W 1996 roku liczyła ok. 157 tys. mieszkańców. Siedzibą administracyjną prefektury jest miejscowość Boffa.